# Wyspy Niedźwiedzie
Wyspy Niedźwiedzie (ros. Медвежьи острова, jakuc. Эһэлээх арыылар) – archipelag na Oceanie Arktycznym (Morze Wschodniosyberyjskie), około 130 km na północ od ujścia rzeki Kołyma. Należy do Rosji i znajduje się w ułusie niżniekołymskim w Jakucji. 

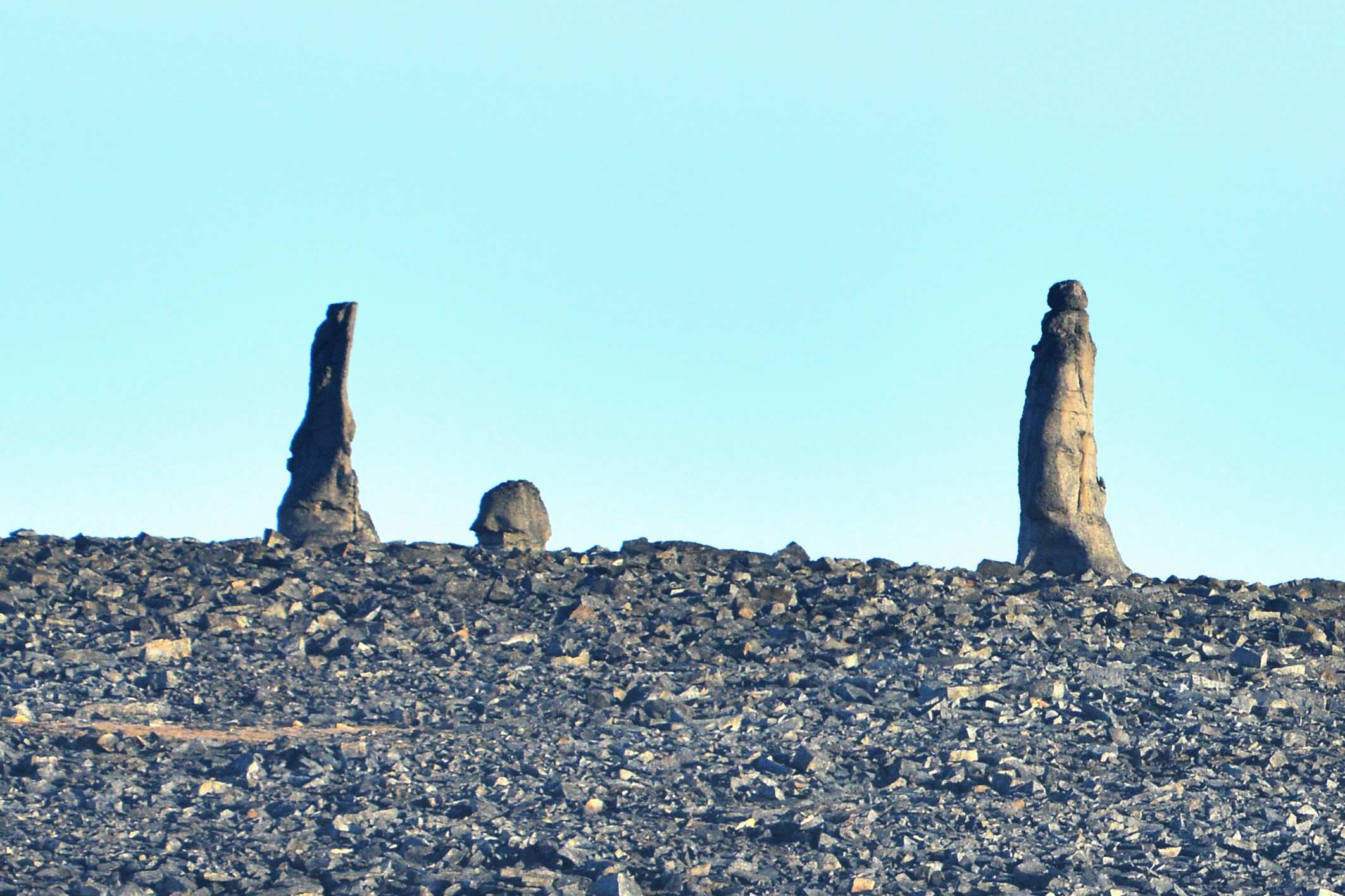
Granitowe kolumny na wyspie Czetyriochstołbowoj

## Opis
Archipelag składa się z sześciu małych, bezludnych wysp. Są to wyspy: Krestowskij, Puszkariewa, Leontiewa, Andrejewa, Łysowa i Czetyriochstołbowoj. Ich łączna powierzchnia to około 60 km². Największą wyspą jest najbardziej wysunięta na zachód wyspa Krestowskij. Wyspy zbudowane są głównie ze skał granitowych i granitowo-porfirowych. Są pagórkowate. Wszędzie występuje pustynia polarna. Żyją tu głównie niedźwiedzie polarne i lisy polarne.

## Historia
Do wysp po raz pierwszy dotarł w 1710 roku Kozak Jakow Piermiakow, który płynął przez Ocean Arktyczny od ujścia Leny do ujścia Kołymy. W 1740 roku wyspę Krestowskij zwiedził Dmitrij Łaptiew. W 1821 roku wyprawa Ferdinanda von Wrangla sporządziła pierwsze mapy wysp.
Od 2020 roku archipelag wraz z otaczającym morzem obejmuje Rezerwat przyrody „Wyspy Niedźwiedzie”.